# Fidonia moriscaria
Fidonia moriscaria là một loài bướm đêm trong họ Geometridae.